# Handball-Oberliga Baden-Württemberg der Männer 2007/08
Die Handball-Oberliga Baden-Württemberg 2007/08 wurde unter dem Dach der Handballverbände Baden, Südbaden und  Württemberg organisiert und ist die höchste Spielklasse des Verbundes. Die Oberliga – BW  ist nach der Bundesliga, der 2. Bundesliga und der Regionalliga eine der vierthöchsten Spielklassen im deutschen Handball.

## Saisonverlauf
Die Handball-Oberliga Baden-Württemberg 2007/08 war die achte Ausspielung dieser Handballliga.

### Modus
Sechzehn Mannschaften spielten eine Vor- und Rückrunde. Nach Abschluss der daraus resultierenden Spieltage sind der Meister und Vizemeister in die Regionalliga Süd aufgestiegen. Vier Mannschaften mussten in die vom Badischen-, Südbadischen- und Württembergischen-Handballverband organisierten Ligen absteigen.

## Teilnehmer
Nicht mehr dabei waren die Auf- und Absteiger der Vorsaison. Neu hinzukamen die Absteiger (A) der Regionalliga Süd und die Aufsteiger (N) aus den Verbandsligen.

Handballverband Baden

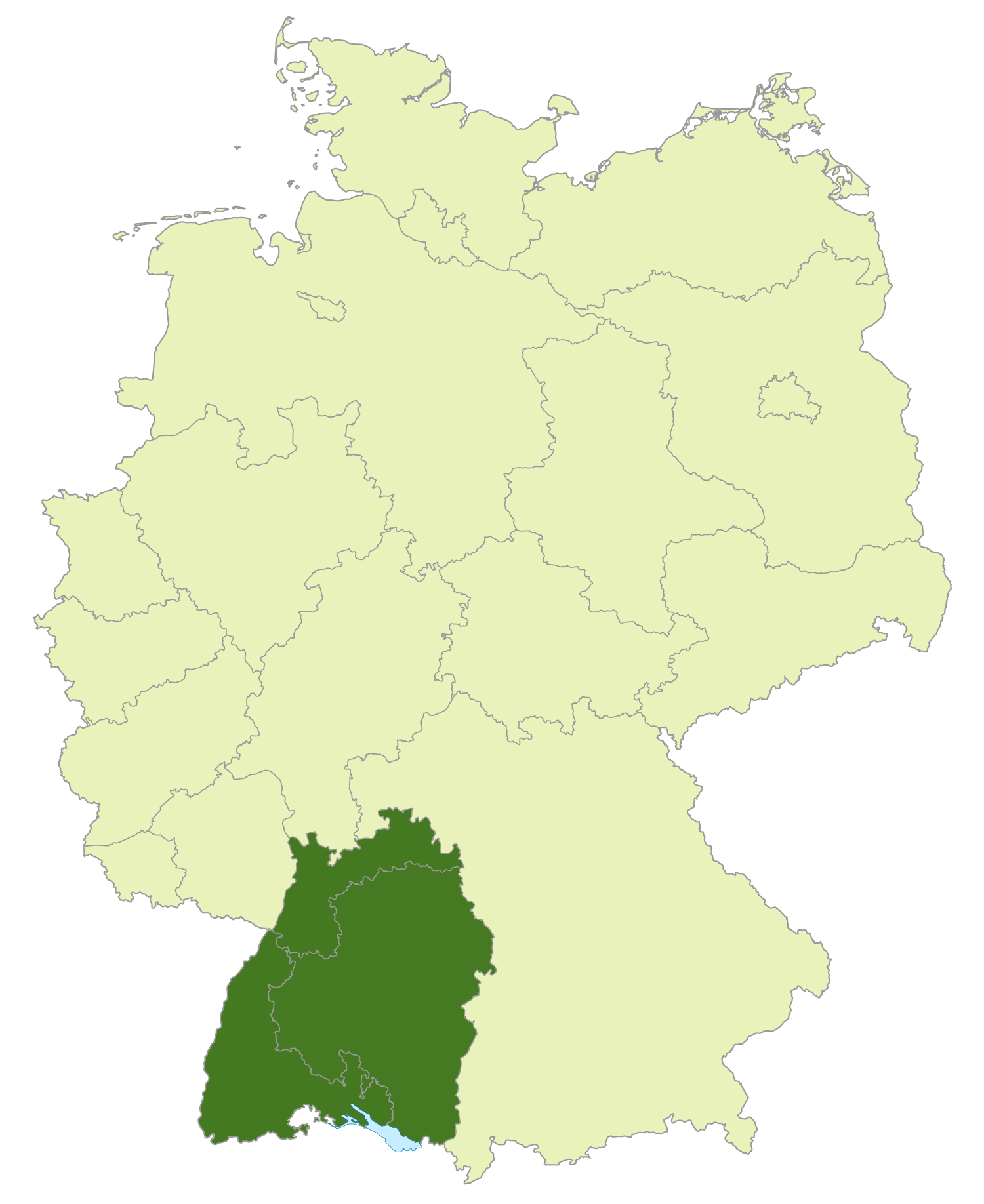
Bereich Handball-Oberliga
Baden-Württemberg

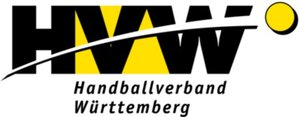
Handballverband Württemberg

### Abschlussplatzierungen
|  1. TSB Horkheim  2. HSG Langenau/Elchingen (A) - 3. SG Leutershausen (A) - 4. TV Germania Großsachsen - 5. TSV Altensteig (A) - 6. SV Fellbach - 7. SG Pforzheim/Eutingen - 8. HBW Balingen-Weilstetten II - 9. TV Oppenweiler - 10 TuS Schutterwald - 11 TuS Helmlingen - 12 BSV Phönix Sinzheim - 13. TSV Schmiden (N)  14 TV Flein 1895  15. HSG Linkenheim/Hochst./Lied.  16. TuS Durmersheim (N)  17. HG Königshofen/Sachsenflur (N) |

(A) = Absteiger aus der Regionalliga Süd (N) = neu in der Liga (R) = Rückzug
  Meister und Aufsteiger zur Regionalliga Süd 2008/09
  Aufsteiger zur Regionalliga Süd 2008/09
- Für die Oberliga 2008/09 qualifiziert